# Trachyrhinus
Trachyrhinus is een geslacht van hooiwagens uit de familie Sclerosomatidae.
De wetenschappelijke naam Trachyrhinus is voor het eerst geldig gepubliceerd door Weed in 1892. 

## Soorten
Trachyrhinus omvat de volgende 7 soorten:
- Trachyrhinus dicropalpus
- Trachyrhinus favosus
- Trachyrhinus horneri
- Trachyrhinus marmoratus
- Trachyrhinus mesillensis
- Trachyrhinus rectipalpus
- Trachyrhinus sonoranus